# Opsa
Opsa (biał. Опса) – dawne miasteczko, obecnie wieś na Białorusi, w rejonie brasławskim obwodu witebskiego, 20 km od Brasławia nad jeziorem Opsa. 

## Historia
Miasto królewskie położone było w końcu XVIII wieku w starostwie niegrodowym opeskim w powiecie brasławskim województwa wileńskiego. W czasach zaborów w powiecie dzisieńskim, w granicach Imperium Rosyjskiego.
W dwudziestoleciu międzywojennym miasteczko, kolonia i folwark leżały w Polsce, w województwie nowogródzkim (od 1926 w województwie wileńskim), w powiecie dziśnieńskim (od 1926 w powiecie brasławskim), w gminie Opsa. Siedziba wiejskiej gminy Opsa. W Opsie miał siedzibę Sąd Grodzki.
Według Powszechnego Spisu Ludności z 1921 roku wieś zamieszkiwało:
- miasteczko – 714 osób, 368 było wyznania rzymskokatolickiego, 4 prawosławnego, 1 ewangelickiego, 334 mojżeszowego, 7 staroobrzędowego. Jednocześnie 225 mieszkańców zadeklarowało polską, 107 białoruską, 4 niemiecka, 333 żydowską, 4 rosyjską a 3 łotewską przynależność narodową. Było tu 106 budynków mieszkalnych[4]. W 1931 w 153 domach zamieszkiwało 907 osób[5].
- folwark – 148 osób, 147 było wyznania rzymskokatolickiego, 1 staroobrzędowego. Jednocześnie wszyscy mieszkańcy zadeklarowali polską przynależność narodową. Było tu 5 budynków mieszkalnych[4]. W 1931 w 6 domach zamieszkiwało 99 osób[5].
- kolonię – w 1931 w 15 domach zamieszkiwało 96 osób[5].

Miejscowość należała do parafii rzymskokatolickiej w Opsie. Podlegała pod Sąd Grodzki w Opsie i Okręgowy w Wilnie; właściwy urząd pocztowy mieścił się w Opsie.
W wyniku napaści ZSRR na Polskę we wrześniu 1939 miejscowość znalazła się pod okupacją sowiecką. Od czerwca 1941 roku pod okupacją niemiecką. 
Podczas okupacji hitlerowskiej, w lipcu 1941 roku Niemcy utworzyli getto dla żydowskich mieszkańców. Przebywało w nim około 500 osób. Pod koniec 1942 roku Niemcy zlikwidowali getto, a Żydów wywieziono do getta w Brasławiu.
W 1944 miejscowość została ponownie zajęta przez wojska sowieckie i włączona do Białoruskiej SRR.
Od 1991 w składzie niepodległej Białorusi.
Urodził się tutaj Krzysztof Nowicki, poeta, prozaik i krytyk literacki.

## Zabytki
- kościół św. Jana Chrzciciela z plebanią
- Pałac Platerów z lat 1903-1904 otoczony parkiem o powierzchni 6 ha i budynkami gospodarczymi
- Dąb Napoleona w parku (obwód: 6,2 m, wysokość: 20 m), nazwany na pamiątkę kwatery marszałka Murata w 1812, został powalony przez wichurę w 2012 roku

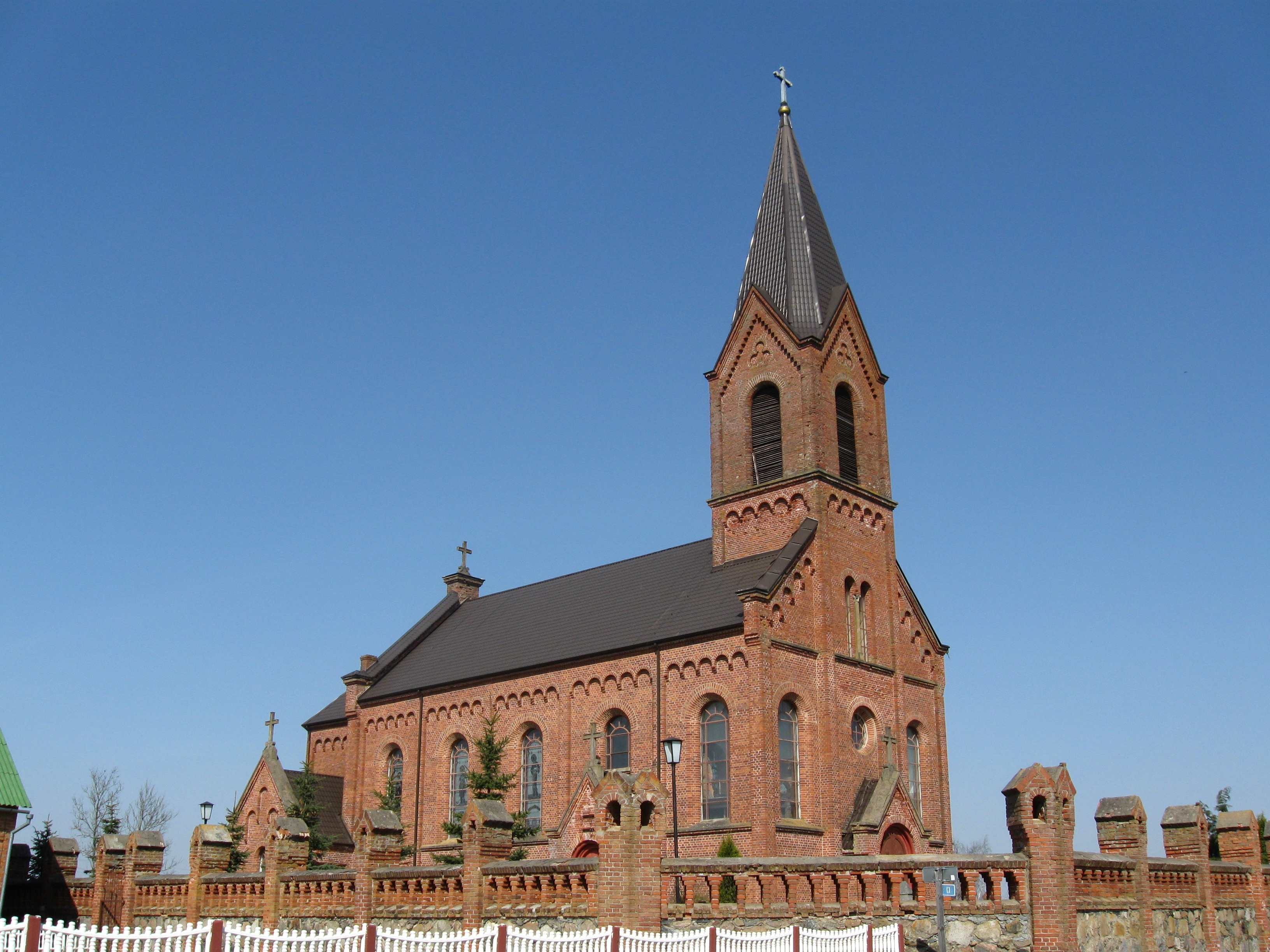
Kościół św. Jana Chrzciciela
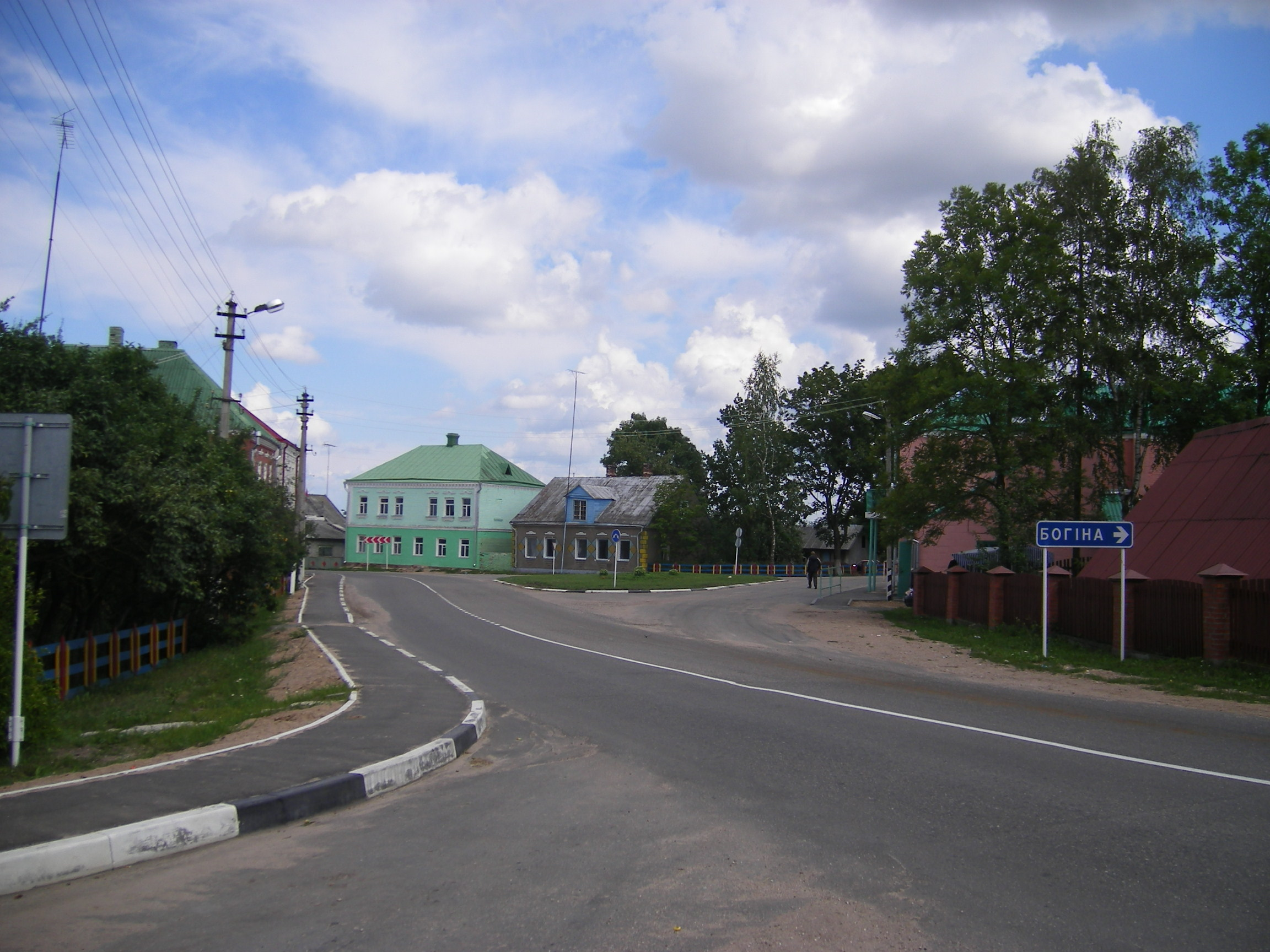
Centrum miasteczka